# Les Girls
Les Girls is een Amerikaanse film uit 1957 van George Cukor met in de hoofdrollen Gene Kelly en Mitzi Gaynor.
De film is gebaseerd op het gelijknamige verhaal van Vera Caspary uit 1956, hoewel scenarist John Patrick instructie kreeg van producent Sol Siegel om het verhaal niet te lezen en met een eigen versie te komen.
Les Girls kreeg een Oscar voor Beste kostuums en Oscarnominaties voor de decors en het geluid. Ook was er een Golden Globe voor Beste film en een voor Kay Kendall voor Beste Actrice. In de bioscoop was de film echter niet zo succesvol. Het tijdperk van de filmmusical was halverwege de jaren vijftig eigenlijk al voorbij en Les Girls had niet het niveau van de grote MGM musicals uit het verleden. Les Girls was dan ook de laatste film die Gene Kelly voor MGM maakte.

## Verhaal
In een rechtszaal in Londen loopt een merkwaardige zaak. Voormalig danseres Angele, gehuwd met de Franse zakenman Pierre DuCross, heeft haar voormalige collega Sybil, tegenwoordig Lady Wren, aangeklaagd wegens laster. In haar memoires beschrijft Sybil haar tijd bij het dansgezelschap Barry Nichols and Les Girls en volgens haar heeft Angele een zelfmoordpoging gedaan vanwege haar liefde voor Barry. De rechter vraagt aan Sybil om haar verhaal te vertellen. Ze gaat terug naar het Parijs van 1949 als de mooie Franse danseres Angele het dansgroepje Les Girls, bestaande uit de Britse Sybil en de Amerikaanse Joy Henderson, komt versterken. Barry Nichols, de leider van het gezelschap, eist dat "zijn" meisjes niet trouwen tijdens hun engagement. Maar Angele is verloofd met de jonge Pierre DuCross en onthult dat aan Joy en Sybil. Toch weerhoudt de verloving haar Angele niet om ook een affaire te beginnen met Barry. Als Angele en Barry uitgaan, arriveert Pierre plotseling in het appartement van de meisjes. Hij denkt dat zijn geliefde Angele leert voor verpleegster en wil haar voorstellen aan zijn ouders. Sybil en Joy liegen dat het erg goed gaat met de verpleegstersstudie van Angele en verzinnen een smoesje voor haar afwezigheid. De volgende avond moet Angele optreden en ze begint zich af te vragen of Pierre wel de juiste keuze is. Ze vraagt aan Barry of hij verliefd op haar is, maar die geeft niet thuis. Tijdens het optreden gaat het gerucht dat Pierre in de zaal zit en de ongelukkige Angele barst in tranen uit. Ze weet nu zeker dat ze het verprutst heeft bij zowel Pierre als Barry. Als Sybil in de flat komt vindt ze Angele op de grond, terwijl er een gaslucht hangt. De volgende die moet getuigen is Angele die een andere visie geeft op de zaak. Volgens haar is Sybil een alcoholiste die in 1949 verloofd was met de Britse zakenman Gerald Wren. Zij en Joy probeerden met alle macht om te voorkomen dat Wren het drinkgedrag van Sybil zou ontdekken. Ook weet Angele te voorkomen dat Sybil wordt ontslagen door Barry die inmiddels ook achter haar alcoholisme is gekomen. Ze zegt dat Sybil zo verliefd is op Barry dat ze is gaan drinken omdat hij haar niet ziet staan. Barry is gevleid en als Sybil in de week daarna van de drank afziet, krijgen ze een affaire. Maar Gerald komt hierachter en hij vliegt Barry aan. Als Sybil zich wil verontschuldigen voor Geralds gedrag zegt Barry koel dat hij uit medelijden deed of hij verliefd was op haar. De geschokte Sybil stort zich weer op de fles en wordt door Barry ontslagen. Als Angele de flat binnenkomt vindt ze Sybil op de grond en ruikt ze gas. De dag daarop mag Barry Nichols zijn verhaal doen. Hij geeft aan dat hij noch op Angele, noch op Sybil verliefd was, maar op Joy. Maar die wil niets weten van een man met zo'n beruchte reputatie als het op vrouwen aankomt. Wanhopig door haar afwijzingen, praat Barry zelfs over een verloving. Maar als Joy zich omkleedt als een slons, met een wijdzittende jurk en haarkrulspelden, rent hij gefrustreerd weg. Niet lang daarna krijgt hij een verzoek van Pierre en Gerald om Angele en Sybil te ontslaan zodat de meisjes kunnen trouwen. Die avond fingeert Barry een hartaanval na een wild dansnummer. Hij denkt daarmee twee vliegen in een klap te slaan. Ten eerste wint hij de sympathie en medelijden van Joy, terwijl hij ook de meisjes niet hoeft te ontslaan, omdat Les Girls zonder hun leider niet verder kunnen en uit elkaar zullen vallen. Geniepig vraagt hij Joy alles stil te houden om de act en Les Girls niet in gevaar te brengen. Zijn plannetje lijkt te slagen als Joy vrijwel gelijk naar de flat rent en Sybil en Angele verwijt dat Barry zich opoffert voor hen. De meisjes zijn zo geschokt dat ze besluiten op te stappen. Met een huichelachtig gezicht neemt Barry het ontslag van Sybil en Angele aan en haast zich vervolgens met Joy naar zijn huis. Maar het meisje biedt nog altijd weerstand tegen zijn nieuwe pogingen haar te versieren. Ze vlucht weg en een wanhopige Barry zoekt haar in de flat. Daar vindt hij Sybil en Angele die bewusteloos op de grond liggen. Er hangt een gaslucht die afkomstig blijkt van een lekkende gashaard. De rechter krijgt na de getuigenis van Barry te horen dat Angele de rechtszaak tegen Sybil intrekt. Als de drie voormalige danseressen met hun mannen de rechtszaal verlaten is wel duidelijk dat er nog veel ruzies zullen komen tussen de verschillende echtparen naar aanleiding van de getuigenissen in de rechtszaal.

## Rolverdeling
| Acteur             | Personage       |
| ------------------ | --------------- |
| Gene Kelly         | Barry Nicholls  |
| Mitzi Gaynor       | Joy Henderspm   |
| Kay Kendall        | Sybil Wren      |
| Taina Elg          | Angele Ducros   |
| Jacques Bergerac   | Pierre Ducros   |
| Leslie Philips     | Sir Gerald Wren |
| Henry Daniell      | rechter         |
| Natasha Richardson | Caroline Lane   |
| Patrick Macnee     | Sir Percy       |

## Achtergrond

### Scenario
De inspiratie voor Les Girls kwam van Gene Kelly die al enige tijd rondliep met het idee een nieuwe musicalversie te maken van het toneelstuk Idiot's Delight (1936) van Robert E. Sherwood over een danser die met een groepje danseressen door Europa toert met een zang en dansshow. Ze besloten echter om niet dat verhaal te verfilmen, maar namen in plaats daarvan Les Girls van Vera Caspary als uitgangspunt. Caspary was geïnspireerd door het artikel getiteld Les Girls van Constance Tomkinson uit The Atlantic Monthly van juli 1955. Tomkinson was de dochter van een Canadese dominee die een aantal maanden had meegedanst in het showballet van de Folies Bergère in Parijs en vervolgens met een zang en dansshow door Europa had getoerd. MGM kocht de filmrechten van Les Girls van Vera Caspary voor 80.000 dollar. Maar de studio gebruikte behalve de titel niets van het verhaal. Scenarist John Patrick kreeg de vrije hand om het scenario zelf in te vullen. Patrick koos voor een benadering waarbij hetzelfde verhaal door verschillende personen steeds op een andere manier wordt verteld. Later toen Patrick Vera Caspary ontmoette, bedankte ze hem voor het feit dat ze 40.000 dollar per woord had gekregen voor haar bijdrage aan de film.

### Acteurs
Oorspronkelijk waren Leslie Caron, Cyd Charisse en Carol Haney gekozen als de drie danseressen. Charisse zou Joy spelen, de Amerikaanse, Caron de Franse Angele en Haney Sybil, de Britse danseres. Maar MGM stond er op dat Mitzi Gaynor de rol van Joy zou spelen. Regisseur Cukor protesteerde, maar MGM hield voet bij stuk en Charisse ruimde het veld om in Silk Stockings te spelen. Carol Haney werd niet genoeg genoeg bevonden en zou vervangen worden door Kay Kendall, die echter van de rol afzag. Even was Jean Simmons in beeld als Sybil, maar die trok zich terug, waarna de Finse Taina Elg getest werd. Uiteindelijk ging Kendall toch de rol van Sybil spelen en kon Elg weer vertrekken. Gelukkig voor haar trok op dat moment Leslie Caron zich terug en werd Elg alsnog aangetrokken, maar nu voor de rol van Angele.

### Productie
Regisseur Cukor bezocht samen met decorontwerper Gene Allen Parijs om inspiratie op te doen voor de film. Ze bezochten Franse appartementen en de Folies Bergères en research voor de film. Overigens zag MGM af van filmen op locatie vanwege de kosten. Naast de muziek en de liedjes was de choreografie uiteraard erg belangrijk en Jack Cole werd aangetrokken als choreograaf. Les Girls was de eerste film waar de choreograaf werd vermeld in de begintitels. Overigens werd Cole ziek tijdens de laatste weken van de productie en Gene Kelly werd gevraagd de overgebleven dansscènes te regisseren en choreograferen. De danssequens "Motorcycle Ballet" is in ieder geval van Kelly.

## Muziek

### Cole Porter
De muziek voor Les Girls was de laatste speciaal voor de film geschreven muziek van Cole Porter. (Hij leverde nog wel enige liedjes aan voor de filmversie van de musical Silk Stockings). Tijdens het componeren kreeg hij ondersteuning van producent Saul Chaplin, die meewerkte aan de filmmuziek. Lang niet alle door Porter geschreven nummer kwamen in de film terecht. Doordat MGM beknibbelde op het budget werden "High Flyin' Wings on My Shoes," "Drinking Song," "I Could Kick Myself," "My Darling Never Is Late," "My Little Piece o' Pie," "What Fun" and "You're the Prize Guy of Guys", niet gebruikt. Scenarist John Patrick ontmoette Porter pas toen de eerste versie van het scenario klaar was. Samen met de componist bepaalde Patrick vervolgens de scènes waar de liedjes te horen zouden zijn. Op de vraag van Patrick aan Porter of er misschien nog iets moest worden aangepast aan het scenario, antwoordde de componist dat hij weinig kon met de naam Samantha voor een van de dansmeisjes. "Er rijmt niets op die naam'", zei Porter. Stewart wilde lollig zijn en stelde voor "Lovely as a panther". Maar Porter zag er de humor niet van in, waarop "Samantha" veranderde in "Sybil".

### Liedjes
De liedjes in de film zijn geschreven door Cole Porter. In de post-productie werd de zangstem van Kay Kendall opnieuw ingezongen door Betty Wand. De volgende nummers zijn in de film te horen:
- "Les Girls" Gezongen door: Gene Kelly, Betty Wand, Mitzi Gaynor en Taina Elg
- "Ça c'est l'amour" Gezongen door:Taina Elg
- "Ladies in Waiting" Gezongen door: Betty Wand, Mitzi Gaynor en Taina Elg
- "You're Just Too Too!" Gezongen door: Gene Kelly en Betty Wand
- "Why Am I So Gone (About that Gal)?" Gezongen door: Gene Kelly
- "The Rope Dance" (instrumentaal)
- "Be a Clown" (instrumentaal)
- "Zampa" (instrumentaal)

## Prijzen
Academy Awards:
- Oscar voor Beste Kostuums
- Oscarnominatie voor Beste Decors
- Oscarnominaties voor Beste Geluid

Golden Globe
- Golden Globe voor Beste film
- Golden Globe voor Beste Actrice (Kay Kendall)
- Golden Globenominatie Beste Actrice Taine Elg